# Михаил Петров
Михаил Петров Петров e национален състезател по вдигане на тежести, заслужил майстор на спорта – световен и европейски шампион както и световен рекордьор.

## Биография
Роден е на 6 януари 1965 г. в Габрово. През май 1985 г. в Катовице, Полша печели първия си медал от европейско първенство – сребърен като със сбор от 342.5 кг. се нарежда на второ място в двубоя след Андреас Бем от ГДР.
През септември 1985 г. в Сьодертале, Швеция печели първата от трите си последователни световни титли с резултат 335 кг в двубоя.
През май 1986 г. в Карлмарксщат, ГДР отново печели сребърен медал от европейско първенство с резултат 335 кг в двубоя като отново е изпреварен само от Андреас Бем.
През октомври 1986 г. e световен шампион в София с постижение от 342.5 кг.
През май 1987 г. в Реймс, Франция печели първия си и единствен златен медал от европейско първенство, като поставя и два нови световни рекорда - 157.5 кг в изхвърлянето и 347.5 кг в двубоя.
През септември 1987 г. в Острава, Чехословакия става световен шампион за трети път с двубой от 350 кг - нов световен рекорд. С допълнителен опит от 200.5 кг поставя и нов световен рекорд в изтласкването.
През декември 1987 г. в Сеул, Южна Корея на гала турнира за Световната купа Михаил Петров поставя нови два световни рекорда, в изхвърлянето – 158 кг и в двубоя – 355 кг, с което печели световната купа и е обявен за най-добър щангист на годината от Международната федерация по вдигане на тежести.
Умира през 1993 г., след като не се събужда от упойка по време на операция.

## Памет
В Габрово се провежда ежегоден турнир в памет на Михаил Петров.